# Pleromelloida arizonata
Pleromelloida arizonata là một loài bướm đêm trong họ Noctuidae.